# Eloquence
Eloquence is het label van Universal die oude klassieke opnames van de labels Decca, Deutsche Grammophon, en Philips Classics opnieuw heeft uitgebracht.